# Fotogramas de Plata 1952
El lliurament del 3r Premi Fotogramas de Plata (coneguts oficialment com a Placa San Juan Bosco), corresponents a l'any 1952 lliurat per la revista espanyola especialitzada en cinema Fotogramas que atorgava el premi al "millor intèrpret de cinema espanyol que hagi demostrat amb propietat un paper de destacats valors morals, va tenir lloc el 31 de gener de 1953, diada de Sant Joan Bosco, a la residència de la família Nadal-Rodó, propietària de la revista, al barri de Pedralbes (Barcelona).

## Candidatures

### Millor intèrpret de cinema espanyol
| Intèrpret      | Pel·lícula             | Resultat   |
| -------------- | ---------------------- | ---------- |
| Maruchi Fresno | Catalina de Inglaterra | Guanyadora |